# Gobranawapara
Gobranawapara là một thành phố và khu đô thị của quận Raipur thuộc bang Chhattisgarh, Ấn Độ.

## Nhân khẩu
Theo điều tra dân số năm 2001 của Ấn Độ, Gobranawapara có dân số 25.604 người. Phái nam chiếm 50% tổng số dân và phái nữ chiếm 50%. Gobranawapara có tỷ lệ 66% biết đọc biết viết, cao hơn tỷ lệ trung bình toàn quốc là 59,5%: tỷ lệ cho phái nam là 75%, và tỷ lệ cho phái nữ là 56%. Tại Gobranawapara, 15% dân số nhỏ hơn 6 tuổi.